# San Bernardo della Compagnia
San Bernardo della Compagnia ou Igreja de São Bernardo da Companhia, conhecida também como San Bernardo a Colonna Traiani, San Bernardi ad Columnam Traiani ou San Bernardo della Compagnia al Foro, era uma pequena igreja de Roma, Itália, que ficava perto da Coluna de Trajano e era dedicada a São Bernardo de Claraval e à Virgem Maria.

## História
Foi construída pela primeira vez em 1418 por Francesco dei Foschi, membro de uma família nobre de Roma, os Foschi, de Berta, perto de sua casa nas vizinhanças da Coluna de Trajano durante o pontificado de Martinho V (r. 1417–1431). Depois que a igreja ficou ficou pronta, Francesco transferiu para lá uma confraria de leigos e padres da pequena igreja das três fontes fora da Porta San Paolo. Anexo à igreja está o jardim onde foi criado um pequeno cemitério para a confraria, para a qual Francesco deixou toda sua fortuna em 1440. Em seu testamento, ele estabeleceu que comida para dois dias deveria ser distribuída gratuitamente para quarenta famílias todos os domingos. Nos dias de festa, os irmãos se reuniam na igreja para rezar perante um ícone da Virgem que antes ficava no oratório de San Lorenzo in Laterano e que foi presenteado à fraternidade por volta de 1430. 

## Demolição
A antiga Companhia de São Bernardo — que estava quase extinta no século XVII — foi seguida por outra, dedicada ao Santo Nome de Maria, criada depois da vitória dos exércitos cristãos contra os turcos otomanos em 12 de setembro de 1683. Esta associação começou a se reunir em Santo Stefano del Cacco sob a liderança de um piedoso abade silvestrino, Giuseppe Bianchi, em memória à liberação de Viena. Em 30 de setembro de 1694, eles deixaram Santo Stefano del Cacco e se mudaram para San Bernardo, mas logo deixaram a nova sede por que ela se mostrou pequena demais para seus objetivos. Como substituto, a associação patrocinou a construção de Santissimo Nome di Maria em 1748, ano em que San Bernardo foi demolida.
O venerado ícone da Virgem foi transferido para Santissimo Nome di Maria em 1741, onde está até hoje no altar-mor. Uma vez por ano, ele é levado em procissão solene do local onde ficava San Bernardo até sua presente localização. Em sua moldura está a seguinte inscrição: FRANCSICVS DE FUSCIS HUIUS ECCLESIAE ET SOCIETATIS FUNDATOR HIC IACET ANNO MCCCCLXVIII.  